# José Ángel Valente
Pour les articles homonymes, voir Valente.
José Ángel Valente (né le 25 avril 1929 à Ourense et mort le 18 juillet 2000  à Genève, en Suisse) est un poète et essayiste espagnol, considéré comme l'un des poètes majeurs dans la poésie hispanique du XXe siècle.

## Biographie
José Ángel Valente étudie le droit à l'université de Saint-Jacques-de-Compostelle et est par ailleurs diplômé en philologie romane de l'université complutense de Madrid. Il a été professeur d'espagnol à l'université d'Oxford. Il a vécu à Ourense, Madrid, Oxford, Genève, Paris et Almeria. Sa courte nouvelle El uniforme del general, publiée en 1971 dans la revue Número Trece, lui a causé quelques problèmes avec la dictature franquiste. Accusé d'allusions offensantes à l'armée, il a été traduit en cour martiale en 1972.
À partir de 1966, sa poésie évolue vers des formes d'expression très personnelles, qui lient son œuvre à celle d'Edmond Jabès ou de Paul Celan. C'est un essentialisme lyrique radical fortement influencé par le mysticisme syncrétique et les pratiques ésotériques et mystiques du judaïsme (la Kabbale), de l'Islam (le soufisme) et du mysticisme chrétien (essentiellement à travers des personnages tels que Jean de la Croix ou Miguel de Molinos) entre autres. Son approche du mysticisme, cependant, s'éloigne de tout dogme religieux et ne postule pas nécessairement une croyance en une divinité personnelle. Cette entrée dans le mystère s'est produite en grande partie sous l'influence de la philosophe María Zambrano. Assimilant les tendances philosophiques et les traditions culturelles historiques dans la poésie et la prose mais aussi à travers la musique et la peinture, l'écriture de José Ángel Valente est, selon l'opinion de l'essayiste et critique littéraire français Gérard de Cortanze, l'une des plus ambitieuses et profondes de la littérature espagnole contemporaine.
En 1968, il est inclus — aux côtés d'autres poètes appartenant à ce que l'on appellera plus tard la Génération de 50 (Generación del 50) tels que Carlos Barral, Francisco Brines, José Manuel Caballero Bonald, Gloria Fuertes, Jaime Gil de Biedma, Ángel González, José Agustín Goytisolo, Félix Grande, Claudio Rodríguez, Manuel Vázquez Montalbán — dans l'Anthologie de la nouvelle poésie espagnole (es), une sélection de poèmes de poètes espagnols publiée aux éditions El Bardo, sous la direction du poète et critique littéraire José Batlló (es), plus tard considérée comme essentielle en tant que synthèse du panorama poétique en Espagne au seuil des années 1970.
En 1996, José Ángel Valente publie Nadie, un recueil contenant quinze poèmes inédits, et dans l'introduction — intitulée Parole, liberté, mémoire — il définit les concepts fondamentaux de sa poétique, dévoilant ainsi la psychologie inhérente à son œuvre : 
- porter le langage à une situation extrême, où les mots deviennent inintelligibles et purs ;
- assumer la liberté de violer le système du langage, en correspondance avec la rupture de la norme dans le langage de la folie ;
- établir un double silence, d'évocation musicale, à la fois à l'intérieur du poème et dans son environnement.

En tant qu'essayiste, ses livres Las palabras de la tribu (1971), La piedra y el centro (1983) et Variaciones sobre el  pájaro y la red (1991) se démarquent, réunissant une série de méditations sur Miguel de Molinos, Thérèse d'Avila et les peintres Matthias Grünewald ou Jérôme Bosch. La experiencia abisal, recueil d'essais écrits entre 1978 et 1999, est publié à titre posthume en 2004.
En 1995, il coordonne, en collaboration avec José Lara Garrido, l'édition du volume Hermenéutica y mística : San Juan de la Cruz, publié par les éditions Tecnos.
En 2002 paraît le volume Las insulas extrañas, une anthologie de la poésie en langue espagnole (1950-2000), réalisée par Valente en collaboration avec Eduardo Milán (es) , Andrés Sánchez Robayna (es) et le poète péruvien Andrés Blanca Varela.
En 2002, ses travaux critiques sur l'art sont publiés sous le titre Elogio del calígrafo. Son journal intime Diario anónimo (1959-2000), vaste ensemble d'annotations réalisées entre 1959 et 2000, l'année même de sa mort, édité par le poète et essayiste Andrés Sánchez Robayna (es), est publié en 2011, rassemblant des notes et des observations sur la vie quotidienne, des notes de voyage, des brouillons d'essais, des réflexions sur l'expérience poétique ou des aphorismes sur la vie morale. Ces observations personnelles, intéressantes tant sur le plan biographique que littéraire, constituent un journal intellectuel qui est aussi journal de vie.
Pendant toute sa carrière, José Ángel Valente a publié, de manière dispersée, ses traductions de divers textes littéraires, essayant de mettre ses propres ressources créatives au service du texte original. « C'est pourquoi, en général, j'utilise le mot version, et non traduction » déclare-t-il pour désigner cette part de son travail. Bon nombre de ces « versions » sont devenues une partie de son propre travail poétique et, à ce titre, ont été publiées dans ses livres et compilations. Ses traductions littéraires ou poétiques signées ou assumées (entre autres de poèmes de Constantin Cavafy, Paul Celan, John Donne, Gerard Manley Hopkins, Edmond Jabès, John Keats, Eugenio Montale, Benjamin Péret, Dylan Thomas) ont été rassemblées par Claudio Rodríguez Fer dans Cuaderno de versiónes (2002), piublié par les éditions Galaxia Gutenberg. Il a également traduit L'Étranger d'Albert Camus (Éditorial Alianza)
Les œuvres complètes de José Ángel Valente sont réparties en deux parties : le travail créatif (poésie et prose) et le travail de réflexion (essais) et ont été publiées à Barcelone par Galaxia Gutenberg / Círculo de Lectores, sous la direction d'Andrés Sánchez Robayna (es) en deux volumes : Poesía y prosa (2006) et Ensayos (2008), comprenant aussi bien les livres qu'il a publiés de son vivant que des textes inédits, comme de nombreux poèmes qu'il avait conservés dans ses archives, notamment des poèmes de jeunesse antérieurs à son premier livre (A modo de esperanza, 1955) ou des poèmes de la période de la maturité qui, pour une raison ou une autre, étaient restés inédits, ainsi que des essais qui n'avaient pas été compilés dans un livre.

## Vie privée
José Ángel Valente a été marié pendant près de trente ans avec sa condisciple de la Faculté des lettres Emilia Palomo, avec qui il a eu quatre enfants (un fils et trois filles) et en secondes noces, avec Coral Gutiérrez (María Pilar Gutiérrez Sampedro).

## Œuvres
- A modo de esperanza, Madrid, Adonais, 1955, (Prix Adonáis de Poésie 1954)
- Poemas a Lázaro, Madrid, Índice, 1960, Prix de la Critique de poésie castillane (es) 1961)
- Sobre el lugar del canto, Barcelone, Colliure, 1963
- La memoria y los signos, Madrid, Revista de Occidente, 1966 • Réédition, Huerga y Fierro editores, 2004
- Siete representaciones, Barcelone, El Bardo, 1967.
- Breve son, Barcelone, El Bardo, 1968
- El inocente, México, Joaquín Mortiz, 1970.
- Presentación y memorial para un monumento, Madrid, Poesía para Todos, 1970
- Las palabras de la tribu, essai, 315 p., Siglo XXI de España Editores, S.A., 1971 •  (ISBN 978-8-43230-042-4) / Réédition : Barcelone, Tusquets Editores S.A., 1994 •  (ISBN 978-8-47223-430-7)
- Punto cero, Barcelone, editorial Seix-Barral, 1972, poésies complètes
- El fin de la edad de plata, Barcelone, editorial Seix-Barral, 1973
- Interior con figuras, Barcelone, Ocnos/editorial Seix-Barral, 1976.
- Material memoria, Barcelone, La Gaya Ciencia, 1979 •  (ISBN 978-8-47080-044-3)
- Estancias, Madrid, Entregas de la Ventura, 1980
- Tres lecciones de tinieblas, Barcelone, La Gaya Ciencia, 1980 (Prix de la Critique de poésie castillane (es) 1980)
- Sete cántigas de alén, La Corogne, Ediciós do Castro / Edición de Andrés Sánchez Robayna, collection Narrativa, 1981 (poésie en galicien, réédité avec le titre Cántigas de alén, 1989)
- Mandorla, Madrid, Cátedra, 1982
- Nueve enunciaciones, Málaga, Begar, 1982.
- Desaparicion Figuras, enrichi de douze lithographies originales de Paul Rebeyrolle, Editart, Genève, 1982
- La piedra y el centro, essai, Barcelone, Editorial Taurus (es), 1983 •  (ISBN 978-8-43061-223-9)
- El fulgor, 44 p., Madrid, Cátedra, 1984 •  (ISBN 978-8-43760-477-0)
- Al dios del lugar, Barcelone, Tusquets Editores S.A., 1989
- Treinta y siete fragmentos, Barcelone, Ambit Serveis, 1989.
- Variaciones sobre el  pájaro y la red, essai, Barcelone, Tusquets Editores S.A., 1991 •  (ISBN 978-8-47223-389-8)
- No amanece el cantor, Barcelone, Tusquets Editores S.A., 1992 (prix national de Poésie 1993)
- Hermenéutica y Mistica: San Juan de la Cruz (sous la dir. de José Ángel Valente et José Lara Garrido), coll. Metrópolis, 325 p., Madrid, Editorial Tecnos, 1995 •  (ISBN 978-8-43092-641-1)
- Nadie, Lanzarote, Fundación César Manrique, 1996 •  (ISBN 8-48855-014-6)
- Hibakusha, édité par Nieves Agraz et Javier Carmona, Ediciones Jábega 1997
- El vuelo alto y ligero, Introduction, édition et choix des textes par César Real Ramos, Vol. 13 de Biblioteca de América, 412 p., Ediciones Universidad de Salamanca, 1998 •  (ISBN 978-8-47800-008-1)
- Obra poética, Volume 1 - Punto cero (1953-1976), 519 p., Alianza, 1999 •  (ISBN 978-8-42065-435-5)
- Obra poética, Volume 2 - Material memoria (1977-1992), 310 p., Alianza, 1999 •  (ISBN 978-8-42065-436-2)
- Fragmentos de un libro futuro, Barcelone, Círculo de Lectores, 2000 (Prix national de littérature)
- Las insulas extrañas, anthologie de la poésie en langue espagnole (1950-2000), (sous la dir. de José Ángel Valente, Eduardo Milán (es) , Andrés Sánchez Robayna (es) et le poète péruvien Andrés Blanca Varela),
- Elogio del calígrafo, essais, Barcelone, Ed. Galaxia Gutenberg, 2002 •  (ISBN 978-8-48109-416-9)  (posthume)
- Cuaderno de versiónes, traductions, Barcelone, Ed. Galaxia Gutenberg, 2002 •  (ISBN 978-8-48109-370-4)  (posthume)
- La experiencia abisal, essais, Barcelone, Ed. Galaxia Gutenberg, 2004 •  (ISBN 978-8-48109-499-2)  (posthume)
- Poesía y prosa • Obras completas, Vol. 1, édité par Andrés Sánchez Robayna (es). Introduction et compilation par Claudio Rodríguez Fer, 1 000 p. Barcelone, Ed. Galaxia Gutenberg / Círculo de Lectores, 2006 •  (ISBN 978-8-48109-596-8)  (posthume)
- Ensayos • Obras completas, Vol. 2, édité par Andrés Sánchez Robayna (es). Introduction et compilation par Claudio Rodríguez Fer, 1 780 p. Barcelone, Ed. Galaxia Gutenberg / Círculo de Lectores, 2008 •  (ISBN 978-8-48109-596-8)  (posthume)
- Diario anónimo (1959-2000), journal, Barcelone, Ed. Galaxia Gutenberg, 2011•  (ISBN 978-8-48109-937-9)  (posthume)

### Œuvres traduites enfrançais
- L'Innocent, trad. Jacques Ancet, Éditions Maspero, 1978.
- Trois leçons de ténèbres, trad. Jacques Ancet, Éditions Unes, 1985.
- Material Memoria, trad. Jacques Ancet, Éditions Unes, 1986.
- Intérieur avec figures, trad. Jacques Ancet, Éditions Unes, 1987.
- L'Éclat, trad. Jacques Ancet, Éditions Unes, 1987.
- La Pierre et le Centre, essais, trad. Jacques Ancet, Éditions José Corti, 1991.
- La Fin de l'âge d'argent, trad. Jacques Ancet, Éditions José Corti, 1992.
- Mandorle, trad. Jacques Ancet, Éditions Unes, 1992.
- Au dieu sans nom, trad. Jacques Ancet, Éditions José Corti, 1992.
- Paysage avec des oiseaux jaunes, trad. Jacques Ancet, Éditions José Corti, 1994.
- Lecture à Tenerife, trad. Jacques Ancet, Éditions Unes, 1995.
- Chansons d'au-delà (traduit du galicien), trad. Jacques Ancet, Éditions Unes, 1995.
- Variations sur l'oiseau et le filet, essais, trad. Jacques Ancet, Éditions José Corti, 1996.
- Personne, trad. Jacques Ancet, Myriam Solal éd., 1997.
- Communication sur le mur, trad. Jacques Ancet, Éditions Unes, 1997.
- Trois leçons de ténèbres - Mandorle - L'Éclat, trad. Jacques Ancet, Gallimard, coll. Poésie/Gallimard, 1998 •  (ISBN 978-2-07074-924-9)
- Poèmes à Lazare, trad. Laurence Viguié, Éditions de la Différence, 2007.

## Récompenses et distinctions

### Prix littéraires
- 1954 : Prix Adonáis de poésie pour A modo de esperanza
- 1961 : Prix de la Critique de poésie castillane (es) pour Poemas a Lázaro
- 1980 : Prix de la Critique de poésie castillane (es) pour Tres lecciones de tinieblas
- 1984 : Prix de la Fundación Pablo Iglesias
- 1988 : Prix Princesse des Asturies de littérature
- 1993 : Prix national de poésie pour No amanece el cantor
- 1998 : Prix Reina Sofía de poésie iberoaméricaine (es) pour 	El vuelo alto y ligero
- 2000 : Prix national de littérature pour Fragmentos de un libro futuro (posthume)

### Décorations
- 1990 :  Medalla de Andalucía (es)

## Crédit d'auteurs
- (es) Cet article est partiellement ou en totalité issu de l’article de Wikipédia en espagnol intitulé « José Ángel Valente » (voir la liste des auteurs).